# Sikar
Sikar est une ville indienne située dans le district de Sikar dans l'État du Rajasthan. En 2011, sa population était de 237 579 habitants.

## Source de la traduction
- (en) Cet article est partiellement ou en totalité issu de l’article de Wikipédia en anglais intitulé « Sikar » (voir la liste des auteurs).